# Юность (станция, Уфимская детская железная дорога)
Юность (ранее — Пионерская) — станция Уфимской детской железной дороги. На станции построен пешеходный мост, соединяющий Дворец детского творчества имени В. М. Комарова и парк имени И. С. Якутова.

## Описание
Двухпутная станция с одной пассажирской платформой, второй путь — тупиковый. Оборудована станционным радиоузлом и электрической централизацией. Вокзал станции построен в кирпичном стиле.

## История
Станция Пионерская и деревянный вокзал построены вместе с железной дорогой в 1952–1953 в парке имени И. С. Якутова, возле Дворца пионеров. Открыта 2 мая 1953; 10 мая со станции отправился первый поезд — паровоз 159-649, ранее действовавший на Белорецкой узкоколейной железной дороге, с тремя самодельными деревянными пассажирскими вагонами.
В 1991 станция переименована в Юность. В 1996–1997 деревянный вокзал станции снесён, и на его месте построен кирпичный, по архитектуре сходным со старым. В 1998, при поддержке Уфимской дистанции сигнализации и связи, станция оборудована устройствами электроцентрализации
До 2003 являлась единственной станции железной дороги — в 2004 открылась станция Приозёрная возле Солдатского озера.
В 2015 полностью отремонтирована пассажирская платформа станции.